# Osminia fisheri
Osminia fisheri is een vlinder uit de familie wespvlinders (Sesiidae), onderfamilie Sesiinae.
Osminia fisheri is voor het eerst wetenschappelijk beschreven door Eichlin in 1987. De soort komt voor in het Neotropisch gebied.